# 雅各布·邁森海默
雅各布·邁森海默（德語：Jakob Meisenheimer；1876年6月14日—1934年12月2日），德國化學家。

## 生平
邁森海默誕生於德國法蘭克福的格里斯海姆，並在慕尼黑大學取得博士學位，並在格里夫斯瓦爾德大學擔任教授。
邁森海默對於有機化學有多樣貢獻，其中最著名的一項貢獻就是發現了邁森海默複合物（Meisenheimer complex）。此外，他還解開了貝克曼重排反應的反應機構。後來他還首次合成了N-氧化吡啶。